# آلان ري (كاتب)
آلان ري (30 أغسطس 1928 - 28 أكتوبر 2020)، هو لغوي ومعجمي فرنسي وشخصية إذاعية. وكان رئيس تحرير ناشر القاموس الفرنسي «Dictionnaires Le Robert».

## روابط خارجية
- ألان ري على موقع IMDb (الإنجليزية)
- السيرة الشخصية.
- بورتريه في ليبيراسيون.